# 沙瓦涅莱勒杜
沙瓦涅莱勒杜（法語：Chavagnes-les-Redoux，法語發音：[ʃavaɲ le ʁədu]）是法国卢瓦尔河地区大区旺代省的一个市镇，属于丰特奈勒孔特区。

## 地理
沙瓦涅莱勒杜（46°43'0"N, 0°55'7"W）面积13.34 平方千米，位于法国卢瓦尔河地区大区旺代省，该省份为法国西部沿海省份，北起大西洋卢瓦尔省和曼恩-卢瓦尔省，西临大西洋，南至滨海夏朗德省，东部及东南部与德塞夫勒省接壤。
与沙瓦涅莱勒杜接壤的市镇（或旧市镇、城区）包括：巴佐日昂帕雷、拉梅耶赖蒂耶、蒙西雷涅、锡古尔奈、塔吕-圣热姆。

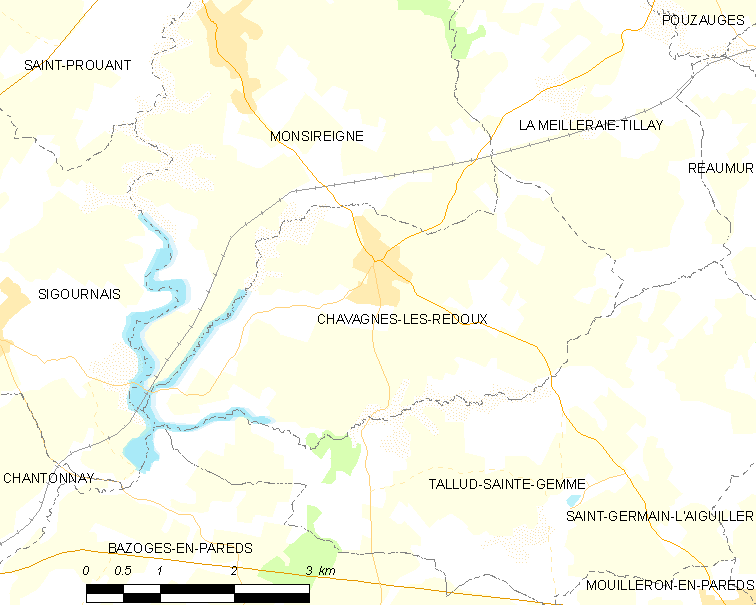
沙瓦涅莱勒杜的OSM定位图

沙瓦涅莱勒杜的时区为UTC+01:00、UTC+02:00（夏令时）。

## 行政
沙瓦涅莱勒杜的邮政编码为85390，INSEE市镇编码为85066。

## 政治
沙瓦涅莱勒杜所属的省级选区为莱塞比耶县。

## 人口

1962-2008年间沙瓦涅莱勒杜人口变化图示

沙瓦涅莱勒杜于2022年1月1日时的人口数量为847人。